# Mesedra confinis
Mesedra confinis är en fjärilsart som beskrevs av W. Warren 1904. Mesedra confinis ingår i släktet Mesedra och familjen mätare. Inga underarter finns listade i Catalogue of Life.